# .gb
.gb是为英国保留的互联网国家代码顶级域名。
1984年10月，RFC 920引入了这一域名，因为国家代码顶级域名的创建通常依据ISO 3166-1二位字母代码，而在这一列表中英国对应相应的国家代码为GB，但英国政府要求以UK取而代之，故.uk域名在列表完成前几个月时被加入。因此.gb域名未被广泛使用，且目前已无法在此域名下注册。
.gb已使用多年，主要由英国政府机构、一些商业电子邮件服务（他们使用基于X.400的电子邮件基础设施）使用。原因是这一举动简化了DNS和使用“GB”作为国家代码的X.400地址之间的转换。
随着X.400电子邮件的消亡和IANA为每个国家提供一个TLD的总体目标的实现，.gb的使用减少了。该域名仍然存在，但目前不向新域名注册开放。
截至2024年，至少有三个子域名通过DNS解析（尽管没有一个提供网站服务）：hermes.dra.hmg.gb、delos.dra.hmg.gb和dfhnet.dra.hmg.gb。这些域名最初归国防研究机构所有，该机构于1995年改为国防评估和研究机构，并于2001年分裂为QinetiQ和国防科学与技术实验室。此后不久，该网站就关闭了。
2022年11月，英國中央數字和數據辦公室向ICANN發函，請求2023年起正式廢棄.gb。